# Lovers Heal
Lovers Heal（ラバーズヒール、3月1日）は、日本の女性歌手。

## 来歴
神奈川県横浜市出身。2007年にブルー・ミュージックエンタテインメントよりデビュー。
元々は玉井 美輪（たまいみわ）の名前で歌手・タレント活動を行っていた。一時は現在の芸名と同名のR&Bグループを結成し、2004年にはフジテレビとクラリオンが共同で行ったオーディション企画『MEDAMA2004』でファイナルにまで進出した経験がある。
その後ソロ活動に転じ、2007年公開の映画『TheEARS』では挿入歌を担当すると共に映画自体にも出演しているが、同年5月よりかつてのグループ名を芸名として使うようになった。

## ディスコグラフィー

### シングル
1. chocolate（2007年10月17日）
  1. chocolate
  2. full of love（「TheEARS」 挿入歌）
  3. beach side dub（「TheEARS」 挿入歌）
  4. chocolate(instrumental)

1. feel（2008年5月21日）
  1. feel
  2. close to you
  3. 陽だまりの中で・・・
  4. YOUR LOVE IS KING (SADE)

## ラジオ
- SHIBUYA-FM「CHOCOLATE」（2007年10月 - 2008年3月）
- bay-fm「LOVE & SEXY - healing cafe -」（2008年1月 - 3月）